# Dreifurchenpollen-Zweikeimblättrige
Die Einteilung der Lebewesen in Systematiken ist kontinuierlicher Gegenstand der Forschung. So existieren neben- und nacheinander verschiedene systematische Klassifikationen. 
Das hier behandelte Taxon ist durch neue Forschungen obsolet geworden oder ist aus anderen Gründen nicht Teil der in der deutschsprachigen Wikipedia dargestellten Systematik.
Die Rosopsida oder Dreifurchenpollen-Zweikeimblättrige bilden ein Taxon von Pflanzen aus der Abteilung der Blütenpflanzen (Magnoliophyta). Ihr Embryo besitzt wie alle zweikeimblättrigen Blütenpflanzen zwei Keimblätter, geht jedoch aus Pollen mit drei charakteristischen Furchen hervor, die erst in einer elektronenmikroskopischen Aufnahme sichtbar werden. Man nennt diesen speziellen Typ von Pollenkorn tricolpat, also dreifurchig.
In der Systematik der Biologie ist diese Gruppe erst vor wenigen Jahren neu festgelegt worden, als man mit moderner Technik den bislang unbekannten Typus von Pollenkorn erkannte. In manchen Systemen wird sie als dritte Klasse neben die Einkeimblättrigen und restlichen Zweikeimblättrigen gestellt. Oft wird sie auch als Eudicots oder Echte Dikotyledonen bezeichnet.
Pollen der Gruppe lassen sich schon in Formationen älter als 126 Millionen Jahre (Untere Kreide) nachweisen.
Der älteste gefundene Fossil der Hahnenfußartigen, Leefructus mirus, ist ungefähr  122,6 bis 125,8 Millionen Jahre alt.

## Eigenschaften
Im vegetativen Bereich sind die Rosopsida kaum von den restlichen Zweikeimblättrigen zu unterscheiden. Jedoch können wenige Dinge verallgemeinert werden. Die Blätter sind oft zusammengesetzt und die weit verbreiteten Nebenblätter paarig und unverwachsen. Transversale Vorblätter befinden sich an den Achselsprossen. Die Blüte ist meistens vier- bis fünfzählig, wirtelig angeordnet und (oft auch mehrfach) in Kelch und Krone geteilt. Staubblätter sind meist in ein oder zwei Kreisen angeordnet, treten aber nicht selten vermehrt auf (Polyandrie). Fruchtblätter sind häufig verwachsen (coenokarp).

## Systematik
- Unterklasse Hahnenfußähnliche (Ranunculidae)
  - Hahnenfußartige (Ranunculales)
- Unterklasse Nelkenähnliche (Caryophyllidae)
  - Nelkenartige (Caryophyllales)
- Unterklasse Rosenähnliche (Rosidae)
  - Kreuzblütlerartige (Brassicales)
  - Spindelbaumartige (Celastrales)
  - Crossosomatales
  - Kürbisartige (Cucurbitales)
  - Schmetterlingsblütenartige (Fabales)
  - Buchenartige (Fagales)
  - Storchschnabelartige (Geraniales)
  - Huerteales
  - Malpighienartige (Malpighiales)
  - Malvenartige (Malvales)
  - Myrtenartige (Myrtales)
  - Sauerkleeartige (Oxalidales)
  - Rosenartige (Rosales)
  - Seifenbaumartige (Sapindales)
  - Weinrebenartige (Vitales), mit der einzigen Familie:
    - Weinrebengewächse (Vitaceae)

  - Jochblattartige (Zygophyllales)
  - Zwei Familien lassen sich den Rosenähnlichen zuordnen, nicht jedoch einer Ordnung; es sind dies die
    - Picramniaceae und
    - Tapisciaceae.

- Unterklasse Asternähnliche (Asteridae)
  - Stechpalmenartige (Aquifoliales)
  - Doldenblütlerartige (Apiales)
  - Asternartige (Asterales)
  - Hartriegelartige (Cornales)
  - Kardenartige (Dipsacales)
  - Heidekrautartige (Ericales)
  - Garryales
  - Enzianartige (Gentianales)
  - Lippenblütlerartige (Lamiales)
  - Nachtschattenartige (Solanales)

- Die folgenden Ordnungen sind keiner Unterklasse zugeordnet
  - Berberidopsidales
  - Buchsbaumartige (Buxales)
  - Dilleniales: Mit der einzigen Familie:
    - Dilleniaceae

  - Gunnerales
  - Silberbaumartige (Proteales)
  - Sabiales: Mit der einzigen Familie:
    - Sabiaceae

  - Sandelholzartige (Santalales)
  - Steinbrechartige (Saxifragales)
  - Trochodendrales

- Die folgenden Taxa unterhalb der Ordnungsebene sind in ihrer systematischen Einordnung ebenfalls noch unklar
  - Apodanthaceae
  - Raublattgewächse (Boraginaceae)
  - Haptanthaceae
  - Huaceae
  - Hoplestigmataceae
  - Medusandraceae
  - Metteniusaceae
  - Brachynema
  - Gumillea
  - Trichostephanus